# Oro, incenso e birra
| Recensione | Giudizio |
| ---------- | -------- |
| Rockol     |          |

Oro incenso & birra è il quinto album in studio del cantante italiano Zucchero Fornaciari, pubblicato il 13 giugno 1989 e ripubblicato il 14 giugno 2019 in una versione celebrativa per i trent'anni dalla prima uscita. Prodotto da Corrado Rustici, è stato per sette anni l'album italiano più venduto nel mondo, con oltre 8 milioni di copie vendute, prima di venire superato da Romanza di Andrea Bocelli. L'album, ritenuto da molti il magnum opus del bluesman reggiano, è presente nella classifica dei 100 dischi italiani migliori di sempre secondo Rolling Stone Italia alla posizione numero 26.

## Il disco

### Confezionamento
La copertina presenta una serie di riproduzioni di opere pittoriche tra le quali Immacolata Concezione di Jusepe de Ribera e Cristo in gloria con santi e Odoardo Farnese di Annibale Carracci in toni psichedelici dai colori oro, rosso acceso e con sfumature marroni. Le immagini sono intrecciate in a formare un mosaico che unisce il sacro e il profano. Le fotografie del booklet allegate sono state scattate a Bristol e Bath dove Zucchero ha registrato parte del materiale.

### Concezione
(Zucchero Fornaciari)
Il titolo è dovuto ad una paronomasia con la biblica Oro, incenso e mirra. Questi giochi di parole caratterizzeranno di qui in poi tutta la carriera del bluesman reggiano. La presenza di eccellenti musicisti, come il produttore Corrado Rustici, Jimmy Smith, Rufus Thomas, Clarence Clemons ed Eric Clapton, contribuisce al raggiungimento del genere rhythm and blues con contaminazioni gospel, ma anche di musica leggera, ricercato da Zucchero, tanto che l'album, a detta di buona parte della critica musicale, può essere considerato il punto più alto della sua attività musicale, ed uno delle più alte espressioni di questo genere in Europa, insieme al precedente Blue's, con il quale è in continuità.
Lo stile sposa perfettamente lo stato d'animo dell'autore, in quel periodo soggetto ad una profonda crisi personale in parte dovuta sia alla situazione sentimentale con la moglie sia alla morte dell'amico e collega Franco Fanigliulo, mettendo in luce una "rabbia" che si avverte anche dai testi e dal timbro di voce del cantante. Ad esso si alterna la presenza di intense ballate.
Le tematiche svariano dall'amore perduto, al sesso, passando per l'amicizia e le radici emiliane.
La maggior parte delle registrazioni sono state effettuate presso gli Umbi Studios di Modena, da Gordon Lyon e Maurizio Maggi.

### Canzoni
Le tracce, nove in tutto, sono ancora tra i brani più conosciuti e rappresentativi di Zucchero tanto da rendere Oro, incenso e birra un album cosiddetto di "all hits".
L'introduzione di Overdose (d'amore), alla realizzazione della quale ha collaborato Rufus Thomas, getta le basi per le atmosfere gospel di tutti i brani successivi. Da sottolineare, inoltre, il contributo del "pioniere" dell'organo Hammond Jimmy Smith. Nice (Nietzsche) che dice, pezzo rock veloce con aperture melodiche, è una critica sarcastica nei confronti della moglie Angela Figliè, la quale era solita citare il filosofo Friedrich Nietzsche durante i litigi prima dell'imminente separazione, e un elogio dei piaceri terreni, sesso in primis. Quest'ultimo aspetto è centrale anche nella canzone Il mare (impetuoso al tramonto salì sulla luna e dietro una tendina di stelle...), citazione dal poeta Piero Ciampi.
Con Madre dolcissima l'album piega verso toni meno accesi e atmosfere decisamente blues, in cui si avverte una sorta di preghiera indirizzata a Dio, ma anche alla madre del cantante. La successiva famosa Diavolo in me, il cui sermone di apertura è affidato ad Arthur Miles, ritorna tempestivamente agli aspetti più lussuriosi della vita e rappresenta uno spartiacque dell'intero album.
I successivi quattro brani, infatti, presentano una ritmica meno incalzante. Iruben Me, in cui Zucchero esprime al massimo le proprie qualità vocali, contiene forse il più celebre assolo di Corrado Rustici alla chitarra. La canzone, partendo da atmosfere paludate e soffici, prosegue in un crescendo di tensione fino ad un picco finale in cui il turbamento interiore è ben rappresentato dai riferimenti alla natura. Il titolo fa riferimento al suono del nome di una ragazza danese che Zucchero ha incontrato durante un giorno di pioggia. Dopo la più leggera A Wonderful World, in cui suona Eric Clapton, si trova Diamante, celebre ballata del cantante emiliano, il cui testo fu affidato a Francesco De Gregori. La canzone è una dedica alla nonna di Zucchero, che si chiamava appunto Diamante, ed è imperniata sui colori e i sapori della campagna emiliana del Dopoguerra.
L'album si chiude con Libera l'amore, il cui testo, quasi inesistente, lascia ampio spazio alla musica composta da Ennio Morricone.

## Promozione
L'album è stato promosso dall'Oro, Incenso e Birra Tour nel biennio 1989-1990, articolato in tre parti: nell'estate del 1989 il cantante ha portato la tournée in Italia, agli inizi del 1990 è stato il supporto di apertura al tour del futuro amico e collega Eric Clapton in Europa, nell'autunno del 1990 il tour si è concluso in Europa, culminando con la doppia serata dell'8 e 9 dicembre al Cremlino di Mosca e il celebre Live at the Kremlin.
Nel 2016, a distanza di ventisette anni dalla pubblicazione di Oro, incenso e birra, esce Black Cat, il tredicesimo album in studio di Zucchero. Il disco, nelle intenzioni del bluesman reggiano, segna un ideale sequel musicale del lavoro del 1989.
Il 14 giugno 2019, in occasione del trentesimo anniversario dalla prima edizione del disco, è stata pubblicata Oro, incenso e birra 30th Anniversary.
In occasione del sessantanovesimo compleanno di Zucchero, il 25 settembre 2024, su Sky Arte è stato trasmesso il documentario Zucchero Sugar Fornaciari – Oro incenso & birra per la serie 33 Giri Italian Masters.

## Tracce
Testi e musiche di Zucchero, eccetto dove diversamente indicato.
Il verso Il mare (impetuoso al tramonto salì sulla luna e dietro una tendina di stelle...) è tratto dalla poesia Il mare al tramonto di Piero Ciampi. Nei crediti ufficiali del brano depositati in SIAE inizialmente non risultava: fu riconosciuto in seguito ad una controversia sorta con gli eredi del poeta.

### Edizione originale
1. Overdose (d'amore) – 5:23
2. Nice (Nietzsche) che dice – 3:20
3. Il mare impetuoso al tramonto salì sulla luna e dietro una tendina di stelle... – 4:00
4. Madre dolcissima – 7:23
5. Diavolo in me – 4:05
6. Iruben Me – 5:49
7. A Wonderful World – 4:35
8. Diamante – 5:51 (testo: Francesco De Gregori – musica: Zucchero, M. Vergnaghi, M. Saggese)
9. Libera l'amore – 2:13 (musica: Ennio Morricone)

### Oro, incenso e mirra
A Natale del 1989 fu pubblicata una versione natalizia dell'album la cui particolarità consistette in un titolo diverso, ossia Oro, incenso e mirra, e in una copertina leggermente modificata, recante il titolo dell'album all'interno di una pallina di Natale, al dì sotto della quale spunta l'immagine di Zucchero, il tutto su sfondo azzurro a pois bianchi.

### d'Oro, incenso e birra
Questa edizione limitata, del 1990, fu intitolata d'Oro, incenso e birra, e fu accompagnata da copertina e vinile dorati.

### Edizione francese
L'edizione francese, successiva, contiene il celebre brano Senza una donna (Without a Woman), in duetto con Paul Young.

### Edizione limitata
Il vinile del disco è stato nuovamente pubblicato nel 2016 all'interno del box set ad edizione limitata Studio Vinyl Collection.

### Oro, incenso e birra 30th Anniversary
Per i trent'anni dalla prima uscita è stata pubblicata un'edizione celebrativa, in tre differenti formati, nei quali sono presenti contenuti inediti come il CD3, composto dalle demo di sette tracce del disco originale, incise in inglese maccheronico.

#### Edizione standard
CD1
Il CD1 contiene l'edizione originale rimasterizzata di Oro, incenso e birra.
CD2
Il CD2 contiene la seconda edizione rimasterizzata di Zucchero.
CD3
1. Overdose (d'amore) (demo)
2. Nice (Nietzsche) che dice (demo)
3. Il mare impetuoso al tramonto salì sulla luna e dietro una tendina di stelle... (demo)
4. Madre dolcissima (demo)
5. Diavolo in me (demo)
6. Iruben Me (demo)
7. Diamante (demo)

#### Edizione vinile
L'edizione presenta un vinile di 180 grammi contenente l'edizione originale rimasterizzata di Oro, incenso e birra.

#### Edizione limitata e numerata
In aggiunta ai tre CD dell'edizione standard e all'LP, l'edizione limitata e numerata presenta un DVD, contenente un’intervista a Zucchero con immagini di repertorio e i videoclip dei brani del disco, e un libro fotografico con aforismi e la storia dell’album nelle parole dello stesso bluesman reggiano.

## Formazione
- Zucchero – voce, organo Hammond (brano 5)
- Polo Jones – basso
- Giorgio Francis – batteria
- Corrado Rustici – chitarra, sitar, programmazione, tastiera (brano 7)
- James Taylor – organo Hammond (brani 2 e 3)
- David Sancious – tastiera, assolo di pianoforte (brano 7), sintetizzatore, ARP e assolo di sintetizzatore (brano 8)
- Rosario Jermano – percussioni
- Jimmy Smith – organo Hammond (brano 1)
- Rufus Thomas – voce introduttiva (brano 1)
- Eric Clapton – assolo di chitarra (brano 7)
- Wayne Jackson – tromba, trombone (brani 1, 4 e 5)
- Andrew Love – sax (brani 1, 4 e 5)
- Clarence Clemons – sax (brano 3)
- Ruby Wilson - voce (brano 4)
- Jay Blackfoot – voce (brano 4 parte finale)
- Lisa Hunt – cori (brani 1, 4 e 5), voce (brano 4 parte finale)
- Simona Pirone – cori (brani 1, 4 e 5)
- Arthur Miles, James Thompson – cori (brano 2)
- Fanta Toure – cori Swahili (brano 3)
- Mory Thioune – cori swahili, percussioni (brano 3)

## Successo commerciale
Con più di 8 milioni di copie vendute nel mondo, sebbene vi sia chi lo stima a 9 milioni di copie vendute, di cui oltre 2 500 000 di copie vendute in Europa, e oltre 1 800 000 copie in Italia, sebbene vi sia chi lo stima oltre i 2 milioni, comprensive delle 25 000 copie dell'edizione limitata del 1990, e di cui oltre 600 000 prima della pubblicazione del disco, fu per sette anni l'album italiano più venduto nel mondo, venendo poi sostituito da Romanza di Andrea Bocelli, risultando oltretutto uno degli album più venduti in Italia. L'album rimase al primo posto della classifica italiana per venti settimane consecutive, e in quella svizzera per otto settimane consecutive. L'album superò le 25 000 copie vendute in Svizzera (che fruttarono il primo disco d'oro) in soli cinquantacinque giorni, mentre all'inizio di dicembre del 1989 l'album aveva già venduto 1 400 000 copie in Italia e 200 000 copie nel resto d'Europa.
Negli anni successivi, l'album rientrò più volte in classifica. Nel 2016, durante la terza settimana di uscita di Black Cat, tredicesimo album in studio del bluesman, l'album rientrò direttamente alla posizione ventisei della Classifica FIMI Album, a ventisette anni dalla prima pubblicazione. Nel 2019, in occasione della pubblicazione di Oro, incenso e birra 30th Anniversary, l'album rientrò alla posizione ventisette di tale classifica, e alla decima dei vinili. Il 24 giugno 2019 venne nuovamente certificato disco d'oro in Italia e il 21 luglio 2025 platino, con oltre 50 000 copie vendute dal 2009.

## Classifiche

### Classifiche settimanali
| Classifiche (1989-1991) | Posizione massima |
| ----------------------- | ----------------- |
| Europa                  | 23                |
| Francia                 | 17                |
| Italia                  | 1                 |
| Paesi Bassi             | 36                |
| Svezia                  | 50                |
| Svizzera                | 1                 |
| Classifica (2016)       | Posizione massima |
| Italia                  | 26                |
| Classifica (2019)       | Posizione massima |
| Italia                  | 27                |

### Classifiche di fine anno
| Classifica (1989) | Posizione |
| ----------------- | --------- |
| Europa            | 76        |
| Italia            | 1         |
| Svizzera          | 8         |
| Classifica (1991) | Posizione |
| Francia           | 64        |